# Cyrebia adili
Cyrebia adili là một loài bướm đêm trong họ Noctuidae.